# Tapping
Tapping er en teknik, der bruges hovedsageligt på guitar, men kan også bruges på andre strengeinstrumenter. Teknikken er nok mest kendt fra rock og metal, brugt af de hurtigtspillende guitarister.
Teknikken udføres ved at "tappe" – fra engelsk "to tap" (altså at banke) – strengen ind mod gribebrættet med sin finger. Der findes mange måder at gøre det på, man kan gøre det både med højre og venstre hånd eller begge hænder sammen (også kendt som ottefingers-tapping (da man ikke bruger tommelfingrene)). Man kan opnå stor hurtighed ved at tappe og en meget glidende overgang mellem tonerne (kendt som legato). 
Nogle guitarister vælger at bruge kanten af deres plekter til at tappe med til at få en hurtigere strøm af toner.
Tapping blev brugt allerede i 1950'erne af jazz-guitarister som Jimmy Webster og Emmet Chapman (kendt for sine Chapman Sticks), men blev først gjort populært i 1970'ernes hard rock/heavy metal. Her kan man især nævne Eddie Van Halen, der lagde grunden for tapping for heavy metal-guitarister i det kommende årti, hvor det blev en meget almindelig teknik indenfor genren.